# بزابور
ابنه قرية سورية تتبع ناحية مركز أريحا في منطقة أريحا في محافظة إدلب. بلغ عدد سكانها 1,389 نسمة في عام 2004 حسب إحصاء المكتب المركزي للإحصاء.
تقع في القمة الشرقية لجبل الزاوية، وهي امتداد لمنطقة جبل الأربعين السياحية. تبعد عن مركز المحافظة إدلب حوالي ستة عشر كيلو متر، وجنوب قضاء أريحا بخمسة كيلو مترات. وكلمة (بزابور) هي كلمة سريانية تعني: (رائحة أزهار المحلب) وتتميز هذة القرية بزراعة المحلب والتي تعتبر الموطن الأصلي لهذة الشجرة، ويزرع فيها الوشنة والكرز.